# بتراء (نبات)
بَتْراء جنبة تزينية معمرة من فصيلة رعي الخمام، ساقها عارشة تطول نحو ستة أمتار. أفنادها مزغبة أوراقها متقابلة معنقة إهليلجية النصل الجامد الوثل، المدبب الطرف اللامع البشرة تطول نحو 10 سم. إزهرارها عنقودي التجميع طرفي الارتكاز، يطول نحو 15 سم. أزهارها صغيرة القد بنفسجية. تنويرها يستمر من تموز إلى آب. 

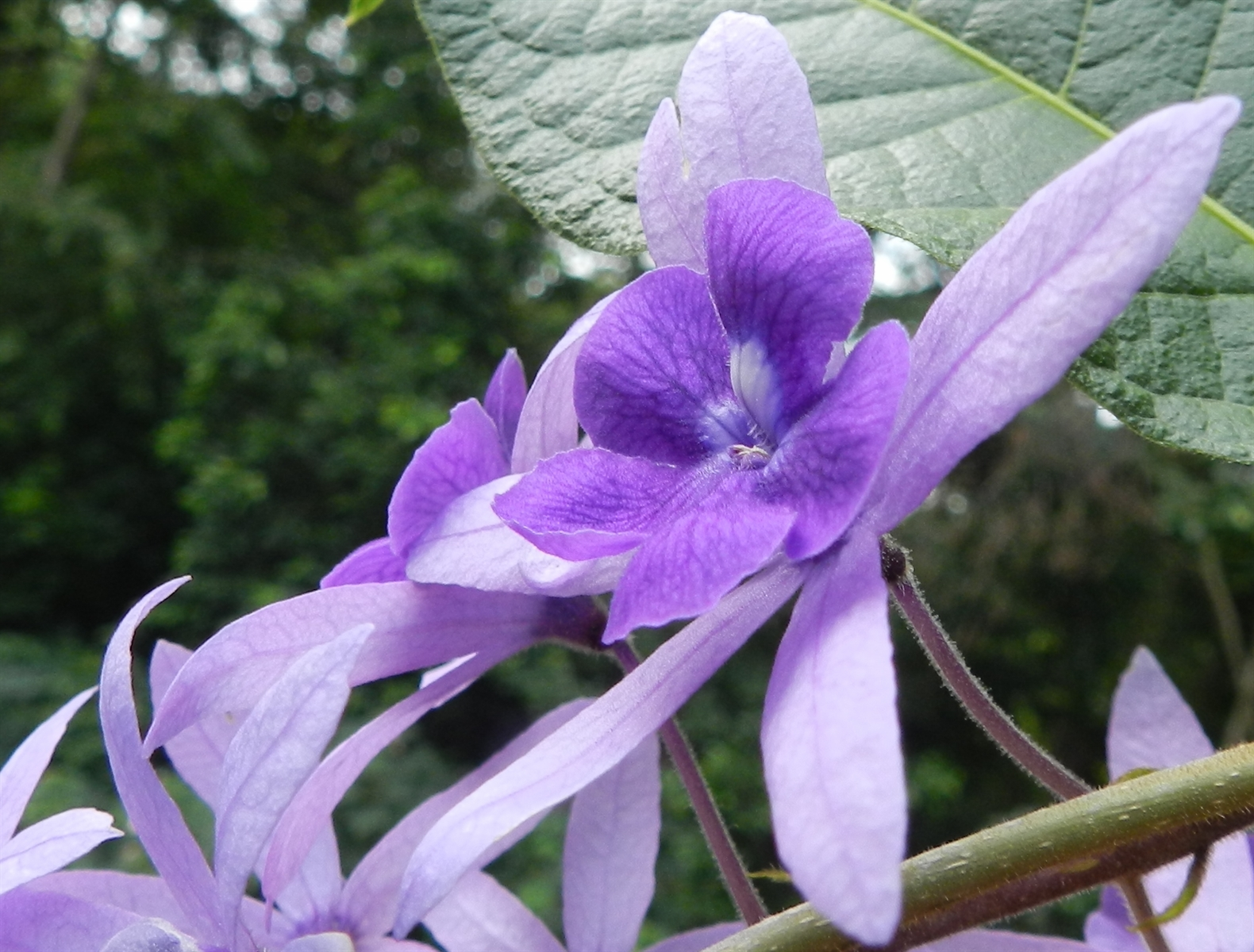
أزهار البتراء

المراجع